# Eishockey in Hamm
Das Eishockey in Hamm steht in der Tradition der Eishockeyabteilung des ASV Hamm, den Hammer Eisbären und der Hammer Huskies. Die Eisbären nahmen drei Spielzeiten an der 1. Liga Nord teil, der Nachfolgeverein ESC Hamm – Hammer Huskies – erreichte die Regionalliga NRW. Heute wird der Sport in Hamm von der ersten Mannschaft des Husky-Nachfolgevereins Lippe-Hockey-Hamm vertreten. Nach Abschluss der Saison 2010/11 benannte sich zunächst die in einer Spielbetriebsgesellschaft organisierte 1. Mannschaft von Youngstars in Hammer Eisbären um, der Dachverein heißt auch weiterhin Lippe-Hockey-Hamm. Das Team spielte bis zur Saison 2014/15 in der drittklassigen Oberliga West. Ab der Spielzeit 2015/16 trat die erste Mannschaft in der Regionalliga West des Eishockeyverband Nordrhein-Westfalen an. Zur Saison 2020/21 stieg sie in die Oberliga Nord auf.

## Eishockeygeschichte in Hamm

### ASV Hammer Eisbären (1989–1998)
Der ASV Hamm prägte in den 1990er Jahren den Sport in Hamm und war ab der Saison 1994/95 in der damaligen zweiten Spielklasse, der 1. Liga Nord aktiv. Austragungsort der Heimspiele war im Normalfall die Maximilian Eissporthalle in Hamm, nur bei Spielen mit besonders hohen Zuschaueraufkommen und bei Belegung der Halle in Hamm, wurden einzelne Spiele in die deutlich größere Halle nach Unna-Königsborn ausgelagert. Der Verein erreichte das höchste Zuschaueraufkommen aller Sportarten für einen Einzelverein im Ligenbetrieb im Bereich der Stadt Hamm mit in der Regel mehr als 1000 Besuchern je Heimspiel. Die Saison 1994/95 schloss der Verein in der Hauptrunde der 1. Liga mit Platz 12 ab und musste in die Relegations-/Aufstiegsrunde und gegen den Abstieg spielen. Diese Runde schloss man als Tabellenerster ab.
Die Saison 1995/96 war trotz herausragender Einzelspieler wie Jiří Kovařík und Brad Scott, wie auch die Vorsaison, geprägt vom Kampf gegen den Abstieg und wurde als Tabellenschlusslicht mit nur 9:43 Punkten abgeschlossen. In der anschließend ausgespielten Aufstiegsrunde zu 1. Liga Nord erreichte man nur Platz sieben und verfehlte mit einem Punkt Unterschied zum Sechsten der Tabelle den Klassenerhalt.
So war der Club gezwungen, ein einjähriges Intermezzo in der 2. Eishockey-Liga 1996/97 einzulegen, wo man sich mit Platz 4 nach der Hauptrunde für die Aufstiegsrunde zur Bundesliga Nord qualifizierte. Die Hammer Eisbären erreichten den direkten Wiederaufstieg mit Platz fünf. Die anschließende Spielzeit 1997/1998 geriet infolge stark zunehmender finanzieller Schwierigkeiten zum Desaster, sportlich als 14. von 18 Clubs und für den Gesamtverein, denn die Hammer Eisbären konnten die Saison nicht mehr beenden; zwei Spieltage vor dem Saisonende brachte ein Konkursantrag das Ende für den Verein. Der Verein musste letztlich aufgelöst werden.

### ESC Hammer Huskies
Der Nachfolgeverein des ASV Hamm war der ESC Hamm, als dessen Maskottchen ein Husky gewählt wurde. Der neue Verein übernahm einen Teil der vorher vereinslos gewordenen Spieler der Hammer Eisbären und startete in der untersten Amateurklasse. Die so entstandene Mannschaft war bei weitem zu stark für die Liga, was in entsprechenden zweistelligen Ergebnissen seinen Niederschlag fand. In dieser und den folgenden Spielzeiten konnte der Verein bis in die Regionalliga aufsteigen, eine Besonderheit auf diesem Weg bildete das Heimspiel des SC Krefeld, das nicht in Krefeld, sondern in Hamm, bei Teilung der Einnahmen, ausgetragen wurde. Ursächlich war neben der zu erwartenden guten Stimmung die überstarke Konkurrenz in Krefeld, die kein größeres Zuschaueraufkommen erwarten ließ und so die Krefelder Verantwortlichen zu einem Heimauswärtsspiel veranlasste.
In der Regionalliga spielten die Huskies fünf erfolgreiche Spielzeiten, ehe der Verein, ebenfalls auf Grund von Finanzproblemen, den Spielbetrieb einstellte. Der entstandene wirtschaftliche Schaden fiel im Vergleich zur Eisbären-Pleite nicht so hoch aus, dennoch wurde auch der ESC Hamm e. V. aufgelöst.

## Lippe-Hockey-Hamm

Torjubel der Eisbären im Heimspiel am 6. November 2011 gegen die Ratinger Aliens

Nach der erfolgten Auflösung der ESC Hamm gründete sich der heutige Verein Lippe-Hockey-Hamm. Vorrangig ging es dem neuen Verein darum, die Jugendarbeit des Vorgängers Hammer Huskies aufzufangen, deren Jugendabteilung übernommen wurde. Der Verein beschloss, trotz der ernüchternden Pleiten der Vorgängervereine, wieder eine Seniorenmannschaft starten zu lassen. Die Mannschaft startete wie auch schon der ESC Hamm zunächst in der Bezirksliga NRW. In den ersten drei Jahren, konnten die Young Stars in die Landesliga, anschließend in die Verbandsliga NRW und schließlich in die Regionalliga aufsteigen.
In der Spielzeit 2007/08 spielt der Verein die erste Saison in der Regionalliga NRW, der höchsten Amateurklasse im deutschen Eishockey. Die erste Regionalliga-Saison konnte der Club, trotz anfänglicher Erfolge, wie z. B. den 5:8-Auswärtserfolg beim Ligafavoriten Herner EV, nur mit Platz acht abschließen und erreichte den vierten Platz der anschließenden Relegations-/Pokalrunde.
In der Saison 2008/09 erreichten die Young Stars Platz 8 in der Endrunde der Regionalliga NRW und wurden Pokalsieger (Platz 1) in der Pokalrunde der Regionalliga NRW.
In der Spielzeit 2009/10 erreichte der Verein den dritten Platz in der Hauptrunde der Regionalliga West und verpasste mit Platz 5 in der Endrunde nur knapp den vierten Platz, der zur Teilnahme an den Play-offs berechtigt hätte. Seit der Saison 2010/11 spielt Hamm in der neu eingeführten Oberliga West. Die erste Spielzeit in der neuen Oberliga, die von krassen Leistungsgegensätzen innerhalb der Liga geprägt war, beendete der Club auf Platz 7 von 9. Gleichzeitig kämpfte nicht nur Hamm mit niedrigem Zuschauerzuspruch, und zudem stellte sich eine hohe Spielerfluktuation ein, so dass jedes Spiel von einer „anderen“ Mannschaft gespielt wurde. Dies nahmen die Verantwortlichen in Hamm zum Anlass, schon kurz nach der Saison massive Änderungen vorzunehmen und die erste Mannschaft künftig unter neuem Namen und Management auflaufen zu lassen.

### Erste Mannschaft „Hammer Eisbären“
Die erste Mannschaft des Hammer Eishockeyclubs Lippe-Hockey-Hamm wechselte am 31. Mai 2011 ihren Beinamen von Youngstars zum Traditionsnamen Hammer Eisbären. Die anderen Mannschaften und die Jugend spielten zunächst weiter unter dem Namen Youngstars. Mit einem Jahr Verzögerung spielen nun alle Ligateams unter der Bezeichnung Hammer Eisbären.

#### Saison 2011/12
Unter dem neuen Namen und dem neu in das Trainergeschäft eingestiegenen Vorjahres-Teamcaptain Carsten Plate gelang eine Wiederbelebung des Hammer Eishockeys. Die Mannschaft um Teamcaptain Sondermann erkämpfte sich den 6. Platz nach der Oberliga Hauptrunde. Lange Zeit hatte das Team sogar um Platz 4 mitspielen können und damit viel von dem verlorengegangenen Publikum früherer Zeiten zurückgewonnen. Zum Ende der Hauptrunde jedoch waren die Kräfte des Teams aufgezehrt und man musste sich in der Endrunde der besten 8 Teams der Oberliga West mit dem Platz 8 zufriedengeben. Dies förderte nach der guten Hauptrunde den Unmut auf der Tribüne und im Team. Dennoch überraschte die Mannschaft unter der Anleitung von Carsten Plate mit einer kämpferischen Leistung in den Play-offs zur DEB-Pokal-Qualifikation, schaltete die favorisierten Frankfurter Löwen aus und erreichte das Finale. In den Finalspielen gegen Königsborn musste man sich schließlich den Nachbarn aus Königsborn geschlagen geben und verpasste die Pokalteilnahme.
Trotz der wieder ansteigenden Tendenz wurde zum Ende der Saison die Zusammenarbeit mit dem langgedienten ehemaligen Spieler und Trainer Carsten Plate nicht verlängert. Seinen Platz nahm zur anschließenden Saison Sven Gösch ein. Auch die Mannschaft wurde größtenteils aufgelöst und neu zusammengestellt.

#### Saison 2012/13
Die Saison 2012/13 begann zunächst gut. Man setzte sich gegen den EHC Dortmund, den Königsborner JEC und den Herforder EV durch, auch die Kassel Huskies mussten lange in eigener Halle kämpfen, um sich durchzusetzen. Erst mit dem Besuch der Frankfurter Löwen erhielt der angesetzte Höhenflug einen krassen Dämpfer: 0:10 ging man in eigener Halle unter. Das nächste Spiel gegen die Ratinger Ice Aliens konnte man wieder deutlich mit 0:7 gewinnen und so in der Spitzengruppe der Liga verbleiben. Jedoch hatte Frankfurt deutlich die Schwächen im Hammer Spiel aufgezeigt, so dass gegen den Aufsteiger Krefeld in eigener Halle nur ein 2:1 nach Verlängerung möglich war und schließlich der spätere Meister Rote Teufel Bad Nauheim ebenfalls in Hamm mit 0:8 gewann. Der Abwärtstrend hielt trotz des zwischenzeitlichen Kantersiegs gegen den späteren Absteiger Neusser EV an, zuerst gewann das Team auswärts noch deutlich mit 1:7 in Dortmund, dann siegten aber die Dortmunder mit 4:6 in Hamm und anschließend überrannte Duisburg die Hammer Mannschaft mit 9:1. Ende des Monats November schließlich wechselte der Trainer Sven Gösch zu seinem früheren Club EHC Timmendorfer Strand 06 und wurde kurz danach von Trainer Larry Suarez abgelöst. Das Team stabilisierte sich in der Folge langsam und erreichte schließlich am Ende der Hauptrunde erneut den 6. Platz. Der im Vorjahr noch zum Greifen nahe 4. Platz, den man nur um 6 Punkte verfehlt hatte, lag am Ende dieser Saison 14 Punkte entfernt und nur die günstigen Ergebnisse der ab Platz 7 folgenden Clubs hatten eine schlechtere Platzierung verhindert. In der Endrunde schloss man schließlich als Siebter von acht ab und damit um einen Platz besser als im Vorjahr, allerdings punktgleich mit dem Achten Krefeld.
In den Play-offs zur DEB-Pokalqualifikation schied man nach 4 Spielen in der ersten Runde aus. Dennoch war die Saison, obgleich es nicht gelang, die Favoriten zu ärgern, aus wirtschaftlicher Sicht erfolgreich, insbesondere die Zuschauerzahlen hatten sich auf einem guten Niveau eingependelt. Zum Ende der Saison wurde erneut ein großer Teil der Mannschaft nicht weiterverpflichtet und der Kader erneut neu aufgebaut.

#### Saison 2013/14
Die neue Saison war zunächst von einigen wichtigen Personalien geprägt; in der Saisonpause wechselten die Gesellschafter und die Geschäftsführung der Spielbetriebs-GmbH. Die bisherigen Gesellschafter, Geschäftsführer und Sponsoren Werner Nimmert und Tiberius Boda verließen die GmbH nach Abschluss der Saison 2012/13; für sie kamen als neue Geschäftsführer und Gesellschafter Thomas Thiel und Hennig Koschei. Als einzig verbleibender Gesellschafter blieb Thorsten Licht, der auch in der Spielzeit 2013/14 die sportliche Leitung übernahm. Außerdem verdichteten sich zum Ende der vorangegangenen Spielzeit die Hinweise, dass der Trainer Larry Suarez während der Sommerpause abgelöst werde, so dass es nicht überraschte, dass zu Beginn der Saison mit Waldemar Banaszak, dem vormaligen Trainer des Ligenkonkurrenten Königsborner JEC, durch die Gesellschafter ein neuer Übungsleiter präsentiert wurde. Waldemar Banaszak wurde jedoch noch vor Ende der Vorrunde entlassen und durch den Jugendtrainer Milan Vanek sen. ersetzt, der mit der Mannschaft die Saison beendete. Die Spielzeit 2013/14 war die sportlich erfolgreichste für die Spielbetriebs-GmbH und den Verein. Nach dem Abschluss der Vor- und Hauptrunde als jeweils Vierter hatte der Club lange vor Saisonende sein Saisonziel, eine Platzierung unter den besten sechs Teams der Liga und die Qualifikation zur Verzahnungsrunde der Oberligen Nord, Ost und West, erreicht. Dabei verkam die eigentliche Hauptrunde der Oberliga West zu einer reinen Platzierungsrunde zur Festlegung der Gruppeneinteilung für die Verzahnung. Die Eisbären schlossen die Saison schließlich auf Platz drei der Gruppe A in der Verzahnungsrunde ab. Neben dem sportlich erfreulichen Verlauf geriet jedoch die vom Oberliga-Publikum geschmähte, weil sportlich bedeutungslose Hauptrunde zu einer Existenzkrise für die Spielbetriebs-GmbH. Schon zu Silvester 2013 zeichnete sich die Krise überdeutlich ab, als der ehemalige Geschäftsführer und Gesellschafter Werner Nimmert gebeten werden musste, die Finanzen der GmbH interimsweise zu ordnen. Schon in den Wochen zuvor waren die neuen Gesellschafter Koschei und Thiel immer seltener öffentlich in Erscheinung getreten.
Am 26. April 2014 gab der Verein Lippe-Hockey-Hamm bekannt, eine Mannschaft für die Oberliga gemeldet zu haben, die Spielbetriebs-GmbH fand in dieser Veröffentlichung keine Erwähnung mehr.

#### Saison 2014/15
Auch in der Spielzeit 2014/15 traten die Eisbären in der Oberliga West an. Als prominenter Neuzugang konnte der serbische Nationalstürmer Nemanja Vučurević vom HDK Maribor verpflichtet werden. Trotzdem reichte es lediglich zu Rang sechs unter acht Mannschaften. In der anschließenden Oberliga-Pokalrunde mit den Clubs der Oberliga West der Platzierung 5–8 und den nicht für die Oberliga Mitte qualifizierten Clubs der Oberliga Ost erreichte das Team souverän Platz 2 von 6 Teams. Im Heimspiel gegen den EHV Schönheide stellte der Club einen neuen Zuschauerrekord auf; mit 1800 Zuschauern war die Halle offiziell ausverkauft.

#### Saison 2015/16
Im Sommer 2015 stellte sich wie in den Vorjahren ein die Vereine, Fans und Sponsoren verunsicherndes Sommertheater um Ligeneinteilungen und das damit verbundene Meldeverfahren für die Ligen ein. Während der Landeseissportverband, die im Auftrag des DEB ausgerichtete Oberliga West für die Verbände NRW, Hessen, Rheinland-Pfalz und Saarland fortführen wollte, plante der DEB die Einführung einer Oberliga Nord für alle Landesverbandsgebiete außerhalb der Verbände Bayern und Baden-Württemberg. In der Folge hob eine Diskussion unter den Vereinen und Fans der bisherigen Oberligen Nord, Ost und West an, für welche Liga man nun am besten melden solle. Verschärft wurde dies für die West-Clubs durch den Streit der beiden Sportverbände und deren Meldefristen für die Ligen. Die Hammer Eisbären blieben in der Auseinandersetzung der beiden Verbände konservativ; die Vereinsführung entschied, die wirtschaftlich für den Gesamtverein tragfähigere Lösung zu bevorzugen und verzichtete auf eine Meldung der sportlich qualifizierten Mannschaft beim DEB, so dass man im LEV-Bereich blieb. Durch die Rückstufung in die nun vierte Liga – 1. Liga West – vermied man erhebliche Reise- und Kaderkosten, die eine Teilnahme an der Oberliga Nord verursacht hätten. Statt der bisherigen Auswärtsfahrten innerhalb NRW, Hessens und ins rheinland-pfälzische Neuwied, hätten nun zusätzlich Fahrten nach Ostdeutschland, u. a. Rostock, Berlin, Leipzig und in den Norden nach Hamburg, Hannover, in den Harz und sogar in die Niederlande auf dem Reiseplan gestanden. Bei zwei Spielen je Wochenende hätte dies ein Aufstocken des Kaders mit halb- und vollprofessionellen Spielern erfordert, was sich gerade nach dem Kenston-Debakel und der knapp vermiedenen Eishallen-Schließung für den Club als nicht realistisch darstellte. Erst die im Frühjahr initiierte Gründung der Hammer Eis EG hatte schließlich die damals noch Maximilian Eissporthalle heißende Anlage und mit ihr den Verein gerettet.

## Spielstätte

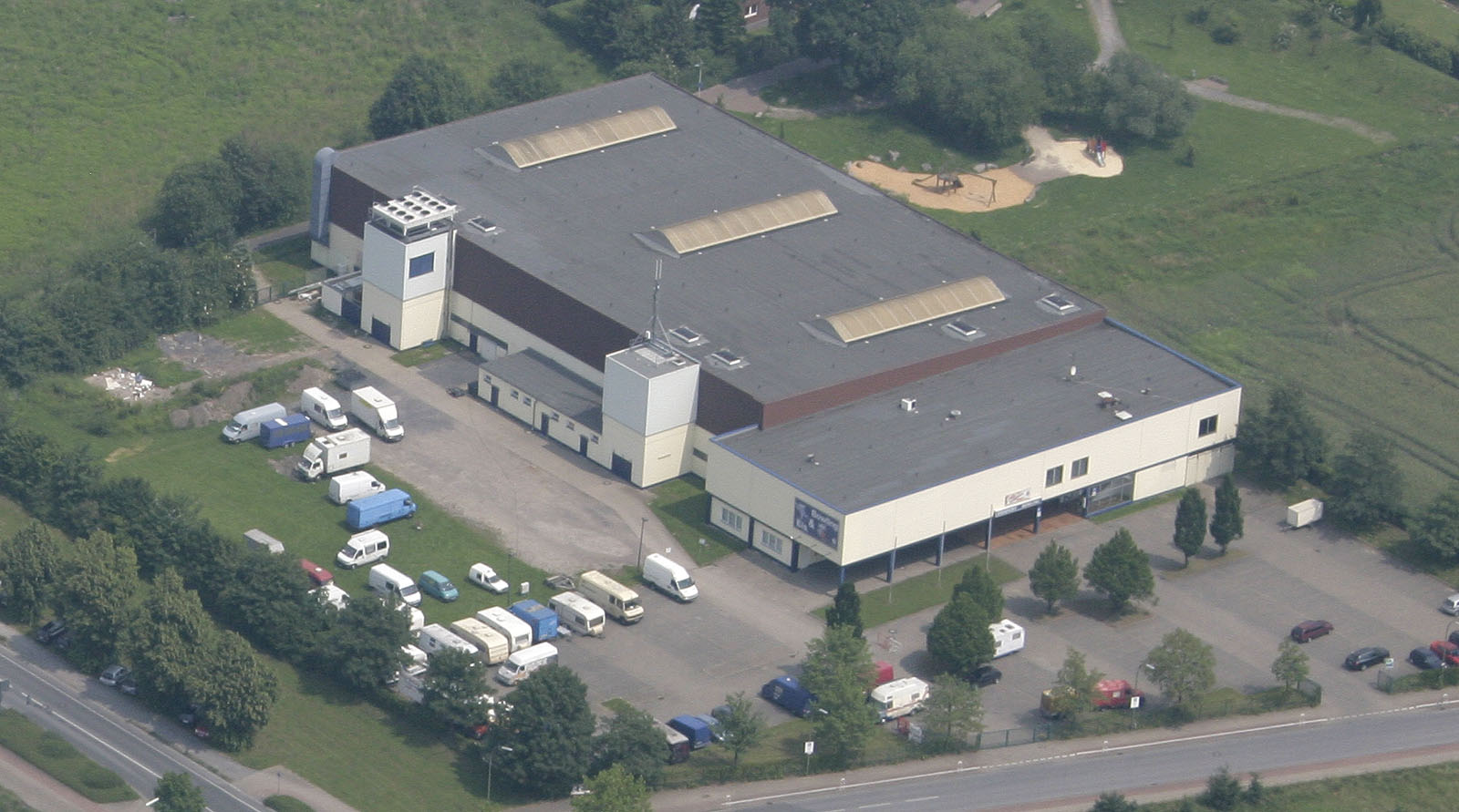
Beta Finanz Eissportarena, vor dem Bau der benachbarten Maxi-Arena

Ihre Heimspiele tragen die Hammer Eisbären und trugen die Vorgänger-Clubs in der Beta Finanz Eissportarena am Maximilianpark in Hamm aus. Nur der ASV Hamm wich für Spitzenspiele öfters in die größere Eissporthalle nach Unna-Königsborn aus. Die Halle verfügt über eine Tribüne an der westlichen Langseite der Eisfläche, welche mehrheitlich Stehplätze aufweist. Die Tribüne ist aufgesetzt auf die Umkleiden und Räume für die technischen Einrichtungen der Halle sowie den Stellplatz für die Eisbearbeitungsmaschine. Die Tribüne kann von außen über zwei Treppenhäuser erreicht werden. In der Halle führen zwei Aufgänge vom Eisflächenniveau zur Tribüne hinauf. An der Südseite der Spielfläche befinden sich die Pistenbar und darüber das Panoramafenster der Bowlingbahn. Vor der Bar befinden sich zusätzlich ebenerdige Stehplätze und daneben der Haupteingang zur Eishalle. An der Ostseite befinden sich ausschließlich die Bänke für die Mannschaften. Die Nordkurve der Halle bietet weitere ebenerdige Stehplätze. Die Halle gilt mit 1800 Zuschauern bei Heimspielen als ausverkauft.

## Hall of Fame
1. #23 Bodo Mischer (aufgenommen 2011)
2. #24 Jiří Kovařík (aufgenommen 2012)